# Dichochrysa heudei
Dichochrysa heudei là một loài côn trùng trong họ Chrysopidae thuộc bộ Neuroptera. Loài này được Navás miêu tả năm 1934.